# Лович-Валецький
Лович-Валецький (пол. Łowicz Wałecki) — село в Польщі, у гміні Мірославець Валецького повіту Західнопоморського воєводства.
Населення — 1214 осіб (2011).
У 1975-1998 роках село належало до Пільського воєводства.

## Демографія
Демографічна структура станом на 31 березня 2011 року:
|          | Загалом | Допрацездатний вік | Працездатний вік | Постпрацездатний вік |
| -------- | ------- | ------------------ | ---------------- | -------------------- |
| Чоловіки | 605     | 148                | 426              | 31                   |
| Жінки    | 609     | 155                | 381              | 73                   |
| Разом    | 1214    | 303                | 807              | 104                  |